# Brezovica Žumberačka
Brezovica Žumberačka és un poble del comtat de Karlovac (Croàcia). Es troba a la frontera amb Eslovènia, al costat de Brezovica pri Metliki, amb la qual forma una mateixa població de facto. De iure és un enclavament croat envoltat pels llogarets eslovens de Brezovica pri Metliki i Malo Lešče. Té una superfície d'1,83 ha i el 2011 tenia 19 habitants.